# عملة 10 ريال يمني
تُعد عملة 10 ريال يمني أحد الفئات النقدية للريال اليمني.

## الإصدارات الورقية
| الإصدار           | الصورة   | الصورة  | القيمة  | اللون الأساسي | الوصف                | الوصف        |
| الإصدار           | الأمامية | الخلفية | القيمة  | اللون الأساسي | الوجه الأمامي        | الوجه الخلفي |
| ----------------- | -------- | ------- | ------- | ------------- | -------------------- | ------------ |
| 1969/4/8 1969/4/8 |          |         | 10 ريال | سماوي أخضر    | جامع البكيرية، صنعاء | سد مأرب      |

## الإصدارات المعدنية
| \| \|                                  | \| \|                                  | \| \|                       | \| \|                       | \| \| |
| -------------------------------------- | -------------------------------------- | --------------------------- | --------------------------- | ----- |
| 10 ريال يمني معدني (1995)              |                                        |                             |                             |       |
| الوجه : البنك المركزي اليمني 10 ريالات | الوجه : البنك المركزي اليمني 10 ريالات | العكس : جسر شهارة           | العكس : جسر شهارة           |       |
| الكتلة 6.05 غ                          | المعدن فولاذ غير قابل للصدأ            | القطر 26 مم                 | السُمك 1.75 مم               |       |
| المصمم(ون)                             | المصمم(ون)                             | الحواف مسكوك                | الحواف مسكوك                |       |
| الطرازات 1995                          | الطرازات 1995                          | القيمة الاسمية 10 ريال يمني | القيمة الاسمية 10 ريال يمني |       |
|                                        |                                        |                             |                             |       |

| \| \|                                  | \| \|                                  | \| \|                       | \| \|                       | \| \| |
| -------------------------------------- | -------------------------------------- | --------------------------- | --------------------------- | ----- |
| 10 ريال يمني معدني (2003)              |                                        |                             |                             |       |
| الوجه : البنك المركزي اليمني 10 ريالات | الوجه : البنك المركزي اليمني 10 ريالات | العكس : جسر شهارة           | العكس : جسر شهارة           |       |
| الكتلة 6.05 غ                          | المعدن فولاذ غير قابل للصدأ            | القطر 26 مم                 | السُمك 1.75 مم               |       |
| المصمم(ون)                             | المصمم(ون)                             | الحواف مسكوك                | الحواف مسكوك                |       |
| الطرازات 2003                          | الطرازات 2003                          | القيمة الاسمية 10 ريال يمني | القيمة الاسمية 10 ريال يمني |       |
|                                        |                                        |                             |                             |       |

| \| \|                                  | \| \|                                  | \| \|                       | \| \|                       | \| \| |
| -------------------------------------- | -------------------------------------- | --------------------------- | --------------------------- | ----- |
| 10 ريال يمني معدني (2009)              |                                        |                             |                             |       |
| الوجه : البنك المركزي اليمني 10 ريالات | الوجه : البنك المركزي اليمني 10 ريالات | العكس : جسر شهارة           | العكس : جسر شهارة           |       |
| الكتلة 6.05 غ                          | المعدن فولاذ غير قابل للصدأ            | القطر 26 مم                 | السُمك 1.75 مم               |       |
| المصمم(ون)                             | المصمم(ون)                             | الحواف مسكوك                | الحواف مسكوك                |       |
| الطرازات 2009                          | الطرازات 2009                          | القيمة الاسمية 10 ريال يمني | القيمة الاسمية 10 ريال يمني |       |
|                                        |                                        |                             |                             |       |

## طالع أيضًا
- قائمة النقود المعدنية اليمنية